# ALGOL
ALGOL (forkortelse af ALGOritmic Language) er en række imperative programmeringssprog, der oprindeligt blev udviklet midt i 1950'erne og som blev en de facto standard måde at vise algoritmer i bøger i de følgende 30 år. Det blev designet til at undgå nogle af de problemer man havde med Fortran og gav anledning til mange andre programmeringssprog bl.a. Pascal og Simula. ALGOL var det første sprog hvor man kunne afgrænse blokke af kodelinjer, der bruges par af begin og end til at afgrænse med. Man ser stadig ALGOL-lignende syntax i pseudokode.
Som redaktør af ALGOL rapporten, bidrog danskeren Peter Naur afgørende til udviklingen af selve sproget ALGOL. Derudover udvikledes i Danmark i 1950'erne af bl.a. Danmarks første operatør Jørn Jensen, og en række andre it-folk knyttet til den første danske it-virksomhed Regnecentralen, én af de første, og bedste, og derfor mønster-dannende, implementeringer af ALGOL.
Sproget blev anvendt på andengenerationsdatamaten GIER (Geodætisk Instituts Elektroniske Regnemaskine) – og det var et smukt sprog i forhold til f.eks. Fortran, der var betydelig mere rudimentært. GIER's efterfølger RC-4000 og senere RC-8000 fra Regnecentralen kunne også programmeres i Algol, og denne kombination blev anvendt til edb-matriklen (matrikelregisteret) i Kort & Matrikelstyrelsen indtil 1990.
Ingeniørstuderende på Polyteknisk Læreanstalt fik i midten af 1960'erne et nødkursus i ALGOL, så de ikke blot lærte Fortran-sproget at kende.[kilde mangler]

## Historie
ALGOL blev udviklet af en komité af europæiske og amerikanske dataloger. John Backus opfandt Backus-normal-formen som en metode til at beskrive programmeringssprog og brugte det til at beskrive ALGOL 58. Beskrivelsen blev revideret og udvidet til Backus-Naur-form af Peter Naur til brug for ALGOL 60. Både John Backus og Peter Naur var med i komiteen der skabte ALGOL 60. Det samme var Wally Feurzeig,[kilde mangler] der senere skabte Logo.
Peter Naur blev i 2005 tildelt Turing awarden bl.a. for sit arbejde med ALGOL 60.